# Ibán García del Blanco
Ibán García del Blanco (ur. 8 lutego 1977 w Leónie) – hiszpański polityk, prawnik i samorządowiec, działacz Hiszpańskiej Socjalistycznej Partii Robotniczej (PSOE), senator, poseł do Parlamentu Europejskiego IX kadencji.

## Życiorys
Z wykształcenia prawnik, absolwent Universidad de León. Podjął praktykę w zawodzie adwokata. Dołączył do Hiszpańskiej Socjalistycznej Partii Robotniczej w Kastylii i Leónie, pełnił różne funkcje w lokalnych i regionalnych strukturach partii. W latach 2003–2011 jako radny (concejal) wchodził w skład zgromadzenia miejskiego rodzinnej miejscowości. W latach 2011–2012 był członkiem diputación provincial w Leónie, kolegialnego organu zarządzającego prowincją. Od 2012 do 2014 zasiadał w hiszpańskim Senacie.
Wszedł następnie w skład ścisłego kierownictwa PSOE. Był sekretarzem partii do spraw kultury, później objął stanowisko sekretarza do spraw kultury i sportu. Powołany również na dyrektora fundacji Fundación Pablo Iglesias, a w 2018 na dyrektora państwowej instytucji kulturalnej Acción Cultural Española.
W wyborach w 2019 uzyskał mandat eurodeputowanego IX kadencji. W 2023 został sprawozdawcą raportu Parlamentu Europejskiego w sprawie różnorodności kulturowej i warunków dla twórców na europejskim rynku streamingu muzyki.